# Dennenbasterdsnuittor
De dennenbasterdsnuittor (Cimberis attelaboides) is een keversoort uit de familie bastaardsnuitkevers (Nemonychidae). De wetenschappelijke naam van de soort werd in 1787 gepubliceerd door Johann Christian Fabricius.